# Dune Marchand

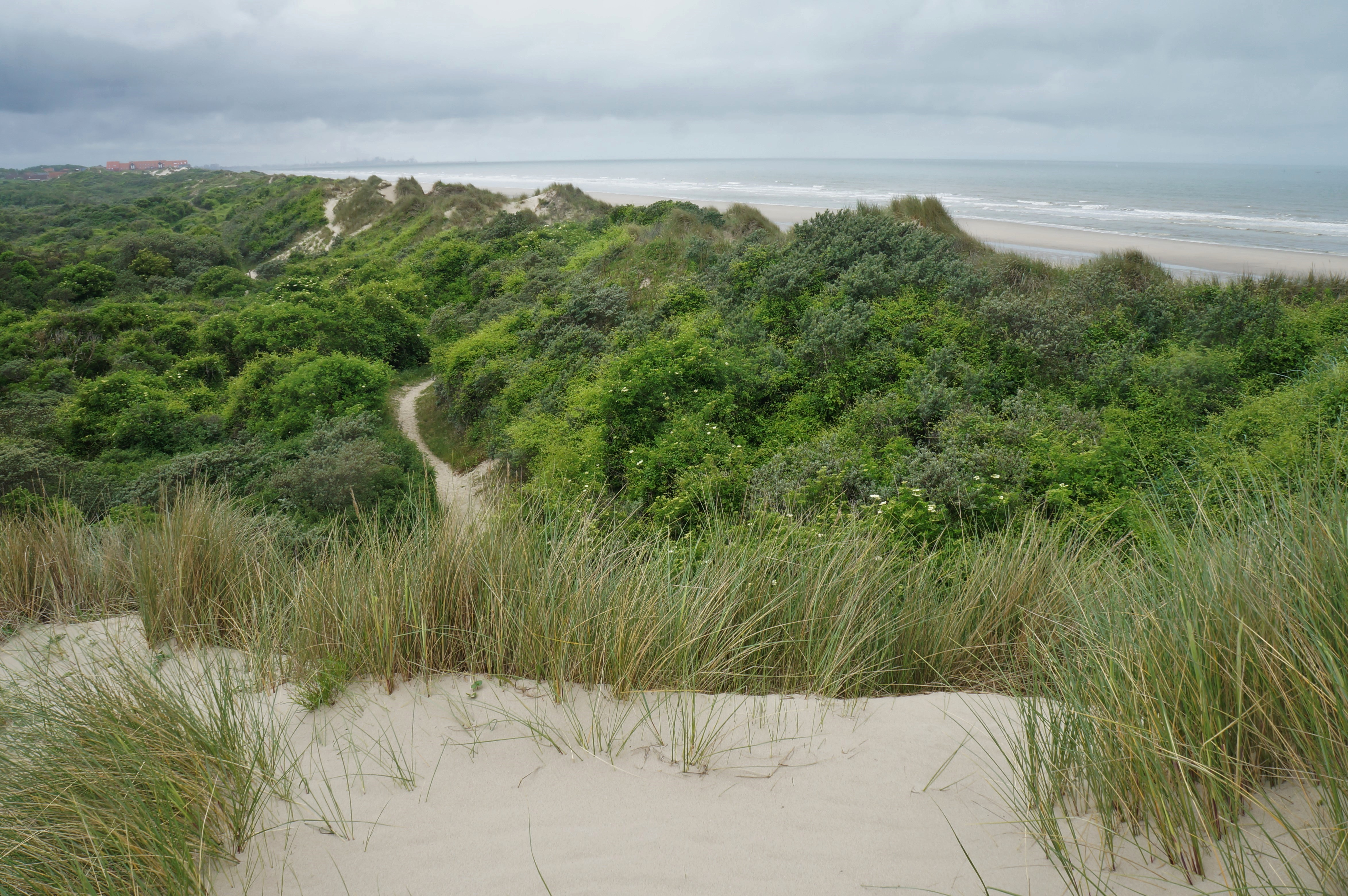
Dune Marchand

Het Dune Marchand is een nationaal natuurreservaat, omvattende een deel der duinen tussen Bray-Dunes en Zuidkote.
Het duin werd geklasseerd in 1974 en tussen 1980 en 2004 werd 108 ha duingebied verworven door het Conservatoire du littoral. Het natuurreservaat omvat hier 83 ha van.
De duinen worden vaak blootgesteld aan stormen, waardoor er duinpannen ontstaan waarin tal van plantensoorten een toevlucht hebben genomen. Er werden 337 soorten geteld, waaronder wintergroen, diverse orchideeën, parnassia en gentianen, naast de typische duingrassen en grauwe abeel. Ook telde men 162 soorten gewervelden, waaronder 6 amfibieën (onder meer kamsalamander en rugstreeppad, 1 reptielensoort, 140 vogelsoorten waarvan 35 broedvogels, en zoogdieren waaronder de gewone zeehond.